# Salih Özcan
Salih Özcan (* 11. ledna 1998) je turecký fotbalista, který hraje jako záložník za německý klub Borussia Dortmund. Narodil se v Německu, ale hraje za tureckou reprezentaci. Je bývalým mládežnickým reprezentantem Německa.

## Klubová kariéra
Özcan se narodil v Německu do turecké rodiny. Většinu své mládežnické kariéry strávil v mládežnických týmech 1. FC Köln. Za A-tým 1. FC Köln debutoval v září 2016 proti Schalke 04. Během sezóny 2017/18 pravidelně nastupoval do zápasů. Svůj první ligový gól vstřelil 2. září 2018 v proti FC St. Pauli.
V roce 2017 byl oceněn zlatou medailí Fritze Waltera pro nejlepšího hráče do 19 let v německých soutěžích.
Dne 23. srpna 2019 byl poslán na hostování do konce sezóny 2019/20 do Kielu.
V červnu 2021 podepsal s klubem novou smlouvu na dva roky.
23. května 2022 přestoupil do Dortmundu.
28. srpna 2024 byl Özcan poslán na hostování do Wolfsburgu.

## Reprezentační kariéra
Hrál za německé mládežnické reprezentace. Dne 6. června 2021 odehrál svůj poslední zápas za Německo U21.
Dne 25. března 2022 byl Özcan povolán do seniorské reprezentace Turecka. Dne 29. března 2022 debutoval proti Itálii.